# Paramarpissa piratica
Paramarpissa piratica là một loài nhện trong họ Salticidae.
Loài này thuộc chi Paramarpissa. Paramarpissa piratica được Elizabeth Maria Gifford Peckham & George William Peckham miêu tả năm 1888.